# Eccellenza Calabria 1993-1994
Il campionato italiano di calcio di Eccellenza regionale 1993-1994 è stato il terzo organizzato in Italia. Rappresenta il sesto livello del calcio italiano.
Questo è il campionato della Calabria, gestito dal Comitato Regionale Calabria; è costituito da un girone all'italiana, che ospita 16 squadre.

## Squadre partecipanti
- A.C. Amantea, Amantea (CS)
- U.S. Ardore, Ardore (RC)
- A.C. Bagnarese, Bagnara Calabra (RC)
- A.S.D. Corigliano Schiavonea, Corigliano Calabro (CS)
- A.S. Cutro, Cutro (KR)
- Gioiese, Gioia Tauro (RC)
- A.C. Locri 1909, Locri (RC)
- A.C. Nuova Melito, Melito di Porto Salvo (RC)
- U.S. Nuova Polistena 1961, Polistena (RC)

- U.S. Palmese 1912, Palmi (RC)
- A.S.D. S.S. Rende, Rende (CS)
- S.C. Sambiase, Lamezia Terme (CZ)
- A.S.D. Siderno, Siderno (RC)
- S.S. Silana, San Giovanni in Fiore (CS)
- A.C. Stella del Sud Mileto 1986, Mileto (VV)
- A.S.C. Tropea, Tropea (VV)

## Classifica finale
|  | Pos. | Squadra               | Pt | G  | V  | N  | P  | GF | GS  | DR   |
|  | ---- | --------------------- | -- | -- | -- | -- | -- | -- | --- | ---- |
|  | 1.   | Gioiese               | 43 | 30 | 17 | 9  | 4  | 59 | 22  | +37  |
|  | 2.   | Palmese               | 42 | 30 | 17 | 8  | 5  | 58 | 30  | +28  |
|  | 3.   | Nuova Melito          | 42 | 30 | 15 | 12 | 3  | 46 | 18  | +28  |
|  | 4.   | Corigliano Schiavonea | 41 | 30 | 16 | 9  | 5  | 69 | 23  | +46  |
|  | 5.   | Cutro                 | 36 | 30 | 13 | 10 | 7  | 44 | 29  | +15  |
|  | 6.   | Rende                 | 35 | 30 | 13 | 9  | 8  | 43 | 25  | +18  |
|  | 7.   | Silana                | 31 | 30 | 10 | 11 | 9  | 46 | 34  | +12  |
|  | 8.   | Bagnarese             | 30 | 30 | 11 | 8  | 11 | 37 | 42  | -5   |
|  | 9.   | Amantea               | 29 | 30 | 10 | 9  | 11 | 45 | 39  | +6   |
|  | 10.  | Siderno               | 28 | 30 | 8  | 12 | 10 | 47 | 38  | +9   |
|  | 11.  | Locri                 | 28 | 30 | 9  | 10 | 11 | 27 | 36  | -9   |
|  | 12.  | Tropea                | 28 | 30 | 9  | 10 | 11 | 34 | 43  | -9   |
|  | 13.  | Stella del Sud Mileto | 28 | 30 | 9  | 10 | 11 | 38 | 48  | -10  |
|  | 14.  | Nuova Polistena       | 23 | 30 | 8  | 7  | 15 | 37 | 49  | -12  |
|  | 15.  | Ardore (-3)           | 10 | 30 | 3  | 7  | 20 | 31 | 69  | -38  |
|  | 16.  | Sambiase              | 3  | 30 | 1  | 1  | 28 | 20 | 136 | -116 |